# 31573 Mohanty
31573 Mohanty è un asteroide della fascia principale. Scoperto nel 1999, presenta un'orbita caratterizzata da un semiasse maggiore pari a 2,3538010 UA e da un'eccentricità di 0,0518246, inclinata di 4,71573° rispetto all'eclittica.